# Апий Клавдий Пулхер (консул 38 пр.н.е.)
Вижте пояснителната страница за други личности с името Апий Клавдий Пулхер.
Апий Клавдий Пулхер (на латински: Appius Claudius Pulcher) е политик на късната Римска република през 1 век пр.н.е.

## Биография
Син е на Гай Клавдий Пулхер (претор 56 пр.н.е.). Осиновен е от Апий Клавдий Пулхер (консул 54 пр.н.е.), който има две дъщери – Клавдия Млада, която се омъжва за Гней Помпей Младши, и Клавдия Стара, първата съпруга на Марк Юний Брут.
През 38 пр.н.е. Апий Клавдий Пулхер е избран за консул заедно с Гай Норбан Флак. Техните суфектконсули са Луций Корнелий Лентул и Луций Марций Филип.

## Деца
- Марк Валерий Месала Барбат Апиан